# Менезиш, Фернанду ди
Фернанду ди Менезиш, 2-й граф Эрисейра; 27 ноября 1614, Лиссабон — 22 июня 1699), — португальский дворянин, разносторонний учёный и научный писатель. Оставил сочинения по истории, географии, геометрии и военном строительстве.

## Биография
Фернанду ди Менезиш родился в знатной семье, в 1625 году унаследовал титул графа от двоюродного дяди. В иезуитской коллегии изучал латинский язык и математику. Участвовал в Португальской войне за независимость, отличился в ряде сражений, в том числе в снятии испанской осады с города Эвора. В 1656 году был назначен губернатором Танжера и на этом посту значительно усилил крепостную артиллерию. Был женат на королевской фрейлине Луизе де Гусман, в браке с ней имел одну дочь. Написал большое количество научных работ, большинство из которых, однако, остались в рукописях.
Главные работы: «Жизнь короля Жуана I» (Лиссабон, 1677), «История Танжера» (Лиссабон, 1732) и «Historia de Portugal 1640—57» (Лиссабон, 1734). Его жизнеописание, составленное по-латыни Рейсом, находится в начале его «Истории Португалии». Брат его Луи де Менезиш написал «Жизнь Скандерберга» (Лиссабон, 1688) и «Историю Португалии с 1640 до 1668 года» (Лиссабон, 1679 и 1698). Другой Луи де Менезиш, граф д’Эрисейра, вице-король Португальской Индии, написал «Estado présente de Asia, principalmente de la China, del anno de 1719», a также несколько мемуаров об Индии.